# NGC 1637
NGC 1637 è una galassia a spirale intermedia situata nella costellazione dell'Eridano a 25 milioni di anni luce da noi. È stata osservata una supernova all'interno della galassia, denominata.SN 1999em.

## Galleria d'immagini

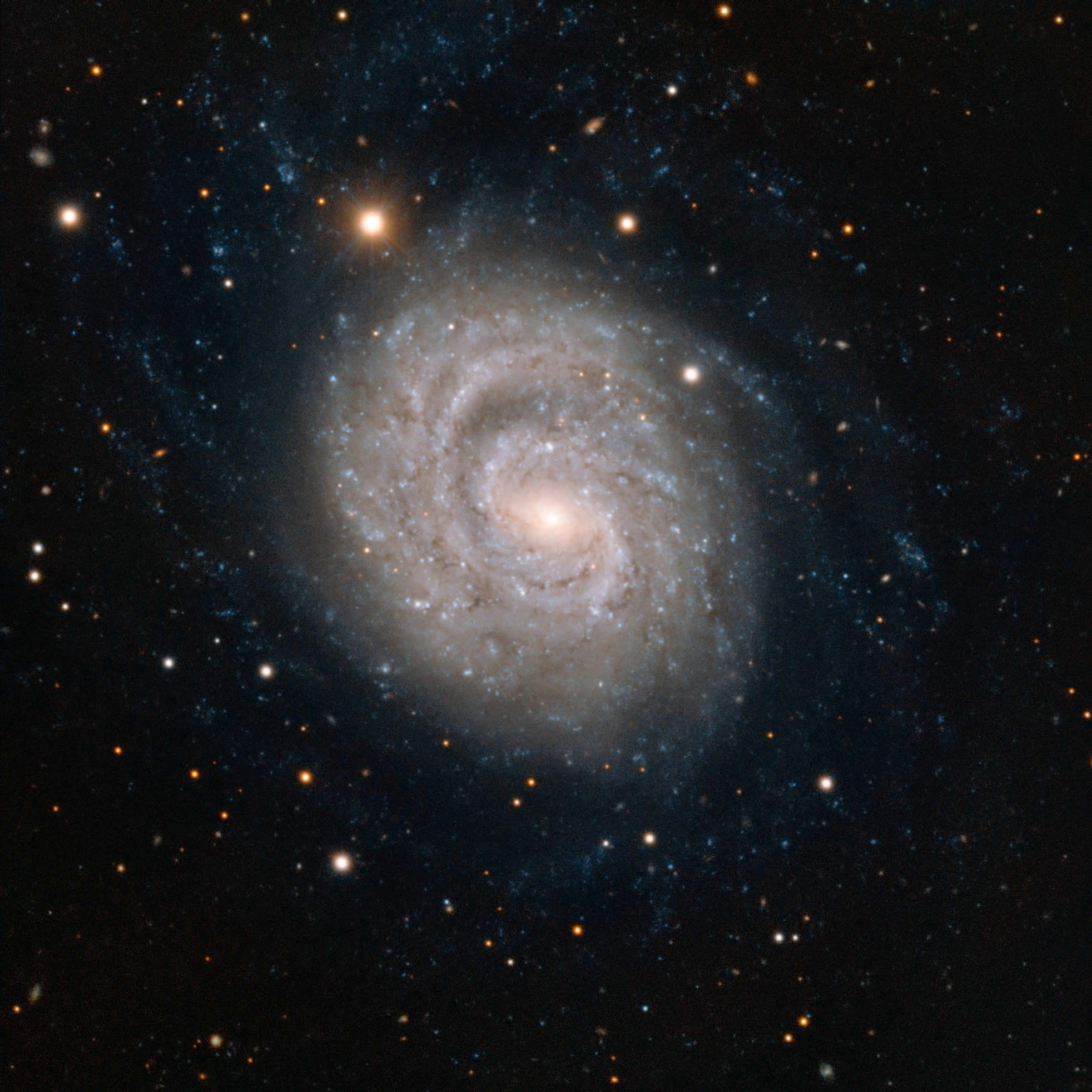
NGC 1637  (VLT)
- Zoom sulla galassia spirale NGC 1637